# Liu Yuxi

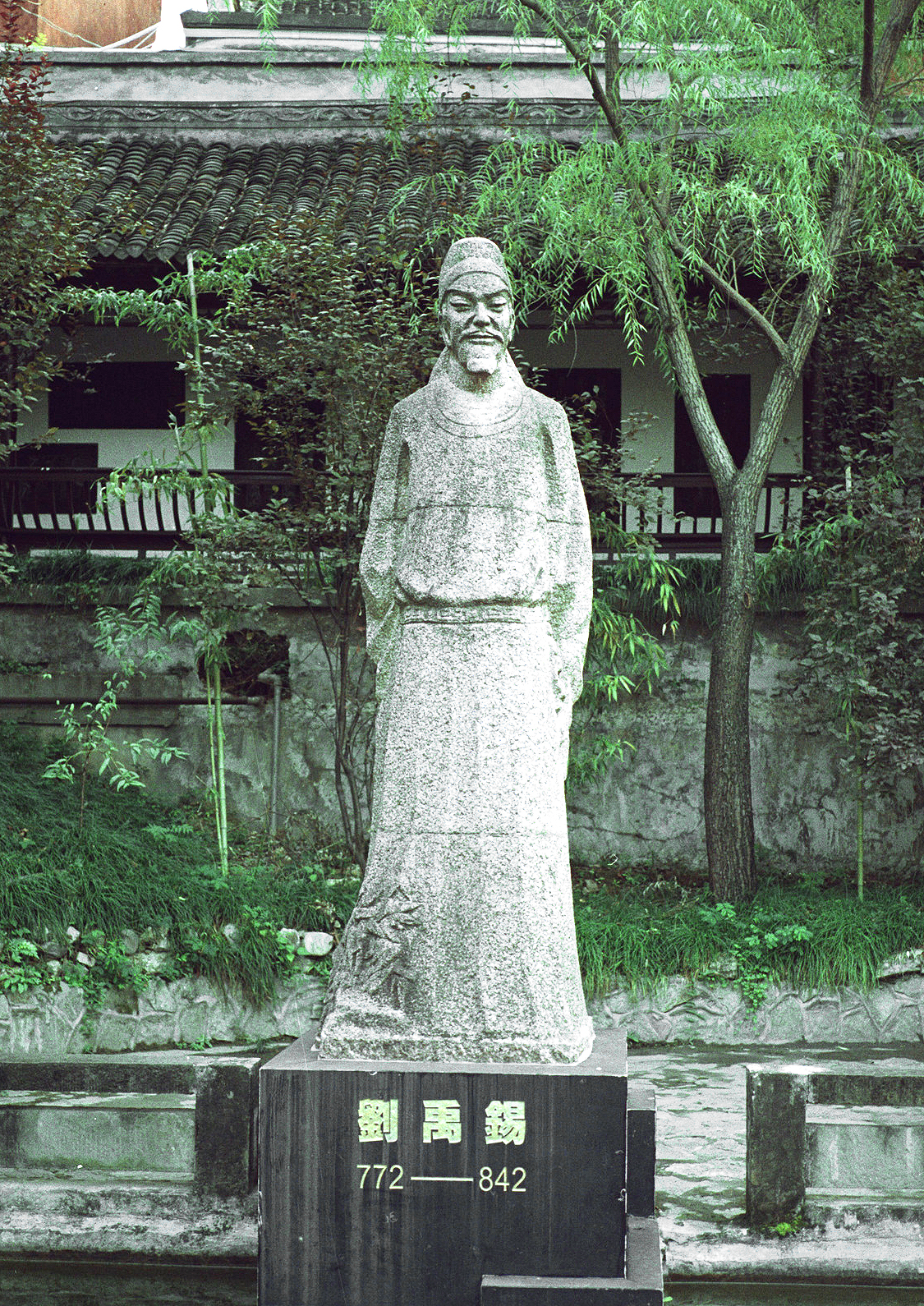
Statue von Liu Yuxi in Baidicheng

Liu Yuxi (Wade-Giles: Liu Yü-hsi; Chinesisch: 劉禹錫; Pinyin: Liú Yǔxī, Liú Yǔxí; 772–842) war ein chinesischer Essayist, Philosoph und Dichter während der Tang-Dynastie.

## Familiärer Hintergrund
Lius Vorfahren waren Xiongnu-Nomaden. Das mutmaßliche Familienoberhaupt der siebten Generation, Liu Liang, war ein Beamter der Nördlichen Wei (386–534), der dem Kaiser Xiaowen (471–499) folgte, als dieser 494 die Hauptstadt Luoyang errichtete. Im Zuge der Sinisierungspolitik der Regierung wurde er Han-Chinese und ließ seinen Familiennamen als Liu registrieren. Von da an war die Familie in Luoyang ansässig.

## Dichtung

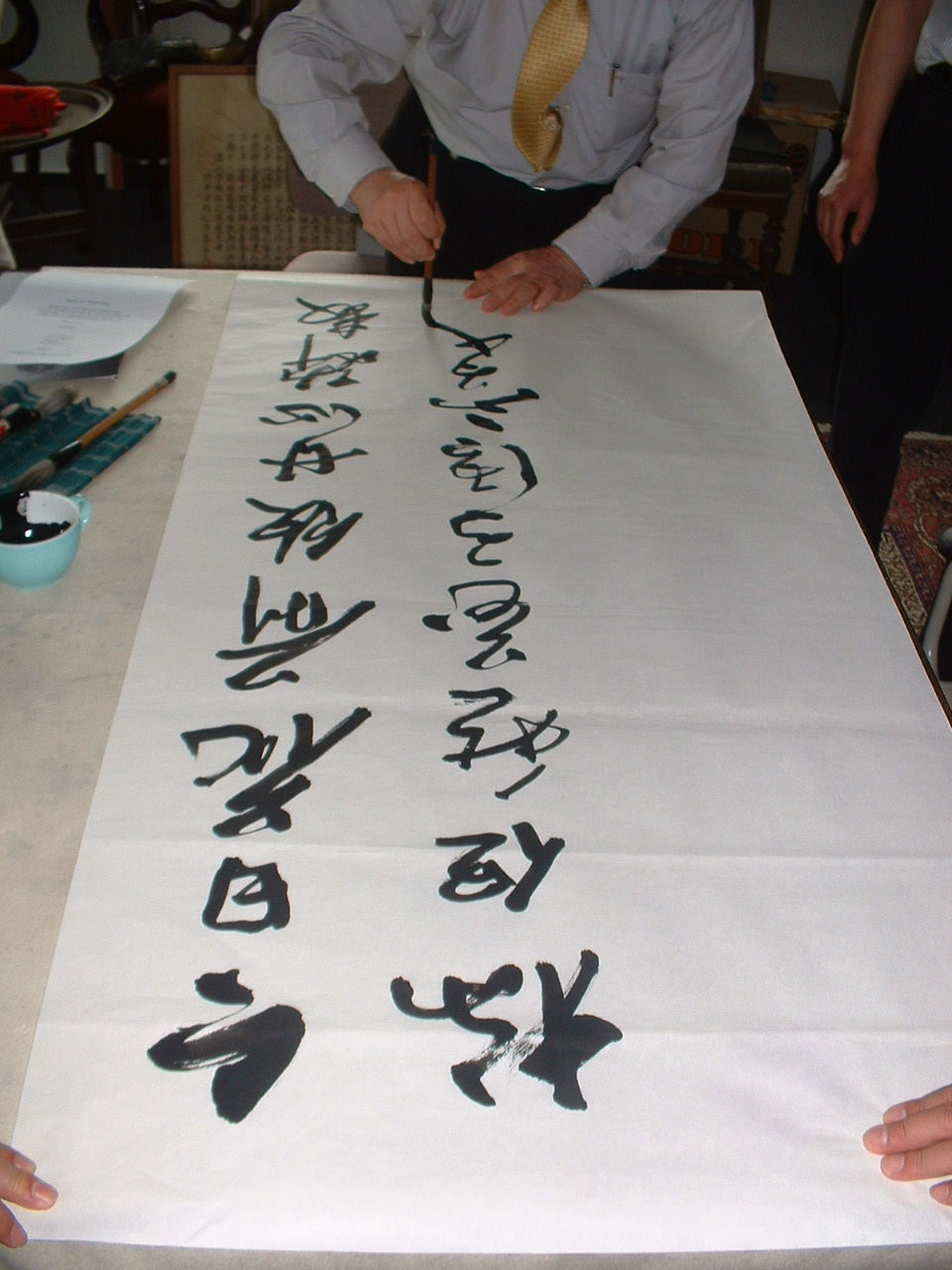
Kalligrafie eines Gedichts von Liu Yuxi

Es existieren noch etwas mehr als 700 seiner Gedichte, von denen vier in der klassischen Anthologie Dreihundert Tang-Gedichte aus der Qing-Dynastie enthalten sind, die erstmals im 18. veröffentlicht wurde.
Liu zeichnete sich durch die kürzeren, komplexeren Formen der chinesischen Poesie aus. Technisch gesehen bevorzugte er die Verwendung von Zeilen mit sieben Zeichen gegenüber Zeilen mit fünf Zeichen.
Er war ein enger Freund und Kollege von drei großen zeitgenössischen Dichtern: Liu Zongyuan, Han Yu und Bai Juyi. Bai wurde im selben Jahr wie Liu Yuxi geboren und schrieb in einem Gedicht, das Liu gewidmet war, von „Liu und Bai, diesen beiden verrückten alten Männern“.
Text des rechts abgebildeten Gedichts
今日花前飲,
甘心醉數杯.
但愁花有語,
不為老人開
Jīn rì huā qián yǐn,
gān xīn zuì shù bēi.
Dàn chóu huā yǒu yǔ,
bù wéi lǎo rén kāi.